# آلي داوسون
آلي داوسون (بالإنجليزية: Ally Dawson)‏ (25 فبراير 1958 في المملكة المتحدة - 26 يوليو 2021) هو مدرب كرة قدم ولاعب كرة قدم بريطاني في مركز الدفاع. شارك مع منتخب اسكتلندا لكرة القدم. أما مع النوادي، فقد لعب مع بلاكبيرن روفرز ونادي رينجرز ونادي يميريك ونادي أردريونيانز وسانت أندروز ‏.

## وصلات خارجية
- آلي داوسون على موقع الاتحاد الإسكتلندي (الإنجليزية)
- آلي داوسون على موقع قاعدة بيانات كرة القدم.إي يو (الإنجليزية)
- آلي داوسون على موقع Soccerbase.com (لاعب) (الإنجليزية)